# Tom Shadyac
Tom Shadyac (Falls Church, Virginia; 11 de diciembre de 1958) es un director de cine, productor, escritor y cómico estadounidense de origen libanés. Es especialmente conocido por su relación profesional con el actor Jim Carrey, al que ha dirigido en películas como Ace Ventura, Liar Liar o Bruce Almighty. Otros trabajos destacados son Patch Adams, con Robin Williams, y El profesor chiflado, con Eddie Murphy.

## Filmografía

### Como director
- Ace Ventura (1994)
- El profesor chiflado (1996)
- Liar Liar (1997)
- Patch Adams (1998)
- Dragonfly (2002)
- Bruce Almighty (2003)
- Evan Almighty (2007)
- I Am (2010) documental

### Como productor
- Patch Adams (1998)
- El profesor chiflado II: La familia Klump (2000)
- Dragonfly (2002)
- Bruce Almighty (2003)
- Accepted (2006)
- Evan Almighty (2007)
- I Now Pronounce You Chuck & Larry (2007)

### Como actor
- Magnum, P.I. (1984)
- Jocks (1986)

### Como guionista
- Ace Ventura (1994)
- El profesor chiflado (1996)